# 皮耶·克拉斯特
皮耶·克拉斯特（法語：Pierre Clastres，法語發音：[pjɛʁ klastʁ]；1934年5月17日—1977年7月29日），是法国人类学家和民族学家，以在政治人类学的贡献而闻名。克拉斯特在巴拉圭瓜亚基人中进行田野调查，提出了无国家社会理论。作为寻求西方等级制度外其他選項的无政府主义者，克拉斯特致力研究原住民。在这些原住民社會中，权力不無强制力，酋长也沒有權力。
1950年代起，拥有文学、哲学背景的克拉斯特跟随李維-史陀和梅特羅学习人类学。1963年至1974年间，克拉斯特前往南美洲五次，在瓜拉尼人、尼瓦克萊人和亚诺马米人间进行田野调查。由于早逝，儘管克拉斯特出版他大多的論文，但他的作品多半未完成且散落。代表性作品是《反抗国家的社会》（1974）。

## 腳註
1. 1 2  Moyn 2004，第57頁.